# Philodendron daniellii
Philodendron daniellii är en kallaväxtart som beskrevs av Thomas Bernard Croat och Oberle. Philodendron daniellii ingår i släktet Philodendron och familjen kallaväxter. Inga underarter finns listade.